# Festival de la fiction TV de La Rochelle 2015
La 17e édition du Festival de la fiction TV s'est déroulée à La Rochelle, du 9 au 13 septembre 2015. Divers prix ont été décernés par un jury de professionnels de la fiction télévisée, présidé par la comédienne et humoriste Michèle Laroque.

## Jury
Le jury de la compétition officielle est composé de :
- Michèle Laroque (présidente), comédienne et humoriste
- Camilla Ahlgren, scénariste et script editor
- Julien Boisselier, comédien
- Christophe La Pinta, compositeur
- Sophie Lebarbier, showrunner et scénariste
- Philippe Lefebvre, auteur, scénariste et réalisateur
- Fanny Robert, showrunner et scénariste
- Virginie Sauveur, réalisatrice et auteur

## Compétition officielle

### Téléfilms unitaires
Les téléfilms unitaires en compétition sont :
- L'Annonce (Arte), de Julie Lopes-Curval
- Au nom du fils (Arte), d'Olivier Péray
- Borderline (France 2), d'Olivier Marchal
- Dame de feu (France 2), de Camille Bordes-Resnais
- Envers et contre tous (France 2), de Thierry Binisti
- Flic tout simplement (France 2), d'Yves Rénier
- Lettre à France (France 2), de Stéphane Clavier
- Lui au printemps, elle en hiver (France 3), de Catherine Klein
- Mystère à la Tour Eiffel (France 2), de Léa Fazer
- Neuf jours en hiver (Arte), d'Alain Tasma
- Presque comme les autres (France 2), de Renaud Bertrand

### Séries
Les séries en compétition sont :
- Ainsi soient-ils, saison 3, épisode 1 (Arte), réalisé par Rodolphe Tissot
- Au service de la France, saison 1, épisodes 1 et 2 (Arte), réalisés par Alexandre Courtès
- Lazy Company, saison 3, épisode 4 (OCS), réalisés par Samuel Bodin
- Marjorie, épisode Jamais sans ma mère (France 2), réalisé par Mona Achache
- Le Mystère du lac, saison 1, épisode 5 (TF1), réalisé par Jérôme Cornuau
- Une chance de trop, saison 1, épisode 1 (TF1), réalisé par François Velle

### Fictions étrangères
Les fictions étrangères en compétition sont :
- Altijd prijs (Lottery winners) (Belgique, VTM), saison 1, épisodes 1 et 2, réalisés par Douglas Boswell
- Bankerot (Broke) (Danemark, DRTV), saison 1, épisodes 1 et 2, réalisés par Henrik Ruben Genz, Annette K. Olesen et Mikkel Serup
- Das Ende der Geduld (The limits of patience) (Allemagne, ARD), de Christian Wagner
- Jan Karski (Pologne, TVP2), de Magdalena Łazarkiewicz
- Mulheres de Abril (April Women) (Portugal, RTP), saison 1, épisode 4, réalisé par Henrique Oliveira
- Neste sommer (Next Summer) (Norvège, TV Norge), saison 1, épisode 5 et saison 2, épisode 3, réalisés par Simen Alsvik
- No Offence (Grande-Bretagne, Channel 4), saison 1, épisode 1, réalisé par Catherine Morshead et David Kerr
- Nouvelle Adresse (Canada, Ici Radio-Canada), saison 1, épisode 1, réalisé par Sophie Lorain
- Pietro Mennea - La freccia del sud (The Gold Sprinter) (Italie, Rai Uno), épisode 1, réalisé par Ricky Tognazzi
- Tannbach - Schiksal eines Dorfes (Line of separation) (Allemagne, ZDF), saison 1, épisode 1, réalisé par Alexander Dierbach
- Professor T. (T.) (Belgique, Één), saison 1, épisode 1, réalisé par Indra Siera et Gijs Polspoel

### Programmes courts en série
Les programmes courts en série en compétition sont :
- La folle histoire des lois (Public Sénat), d'Alexandre Ducroquet
- Les Impitchables de Syfy (SyFy, Golden Moustache), d'Ami Cohen
- Mon mec à moi, de Benoît Pétré
- Parents mode d'emploi (France 2), de Christophe Campos, Marie-Hélène Copti, Gaëtan Bevernaege et François Desagnat

### Webséries
Les web-séries en compétition sont : 
- Blat (Dailymotion et Chaîne 2minutes2share), de Benoit Blanc et Bertrand Vacarisas
- Les Conjointes, de Philippe Proteau
- Housewarming, de Chloé Pangrazzi
- Martin, sexe faible (Studio 4), de Pascal Richter
- Mortus corporatus, de Fabien Camaly
- Persuasif, (Arte Creative), d'Harold Varango

## En compétition pour le prix spécial Télé Star & Télé Poche du meilleur téléfilm de l'année
En partenariat avec Télé Star et Télé Poche, les internautes ont pu voter pour le meilleur téléfilm :
- L'Emprise (TF1)
- Tu es mon fils (TF1)
- On se retrouvera (TF1)
- Rouge sang (France 2)
- La Loi, le combat d'une femme pour toutes les femmes (France 2)
- Piège blanc (France 2)
- La Loi de Barbara : Illégitime défense (France 3)
- Meurtres au mont Ventoux (France 3)
- La Stagiaire (France 3)
- Le Vagabond de la Baie de Somme (France 3)
- Pilules bleues (Arte)
- Ceux qui dansent sur la tête (Arte)
- Danbé, la tête haute (Arte)
- La Vie des bêtes (Arte)
- Sanctuaire (Canal+)

## Hors compétition
Est présenté lors de la cérémonie d'ouverture :
- Acquitté (Frikjent) (Norvège)

Sont présentés hors compétition :
- Bron Broen (The Bridge) (Suède, SVT / Danemark, DR), saison 3, épisode 1, réalisé par Henrik Georgsson et Rumle Hammerich
- Le Secret d'Élise (TF1), saison 1, épisodes 1 et 2, réalisés par Alexandre Laurent
- Dix pour cent, saison 1, épisodes 1 et 2 (France 2), réalisés par Cédric Klapisch (épisode 1) et Antoine Garceau (épisode 2)
- Les Revenants, saison 2, épisode 1 (Canal +),  réalisés par Fabrice Gobert et Frédéric Goupil
- Trepalium, saison 1, épisodes 1 et 2 (Arte), réalisés par Vincent Lannoo

## Palmarès
Le jury a décerné les prix suivants :
- Meilleur téléfilm : Borderline
- Meilleure série de 52 minutes : Une chance de trop
- Meilleure série de 26 minutes : Lazy Company
- Meilleur programme court en série : Parents mode d'emploi
- Meilleure fiction Web : Housewarming
- Meilleure réalisation : Julie Lopes-Curval pour L'Annonce
- Meilleure interprétation masculine : Patrick Catalifo pour Borderline
- Meilleure interprétation féminine : Alexandra Lamy pour Une chance de trop
- Meilleur scénario : Camille Bordes-Resnais et Alexis Lecaye pour Dame de feu
- Meilleure musique : Erwann Kermorvant pour Borderline
- Prix jeune espoir masculin : Baptiste Cosson pour Dame de feu
- Prix jeune espoir féminin : Alice de Lencquesaing pour Marjorie
- Mention spéciale du jury : Yannick Choirat pour Neuf jours en hiver
- Meilleure contribution artistique : Au service de la France
- Meilleure fiction étrangère : No Offence
- Prix spécial du jury pour la fiction étrangère : Professor T.
- Prix du meilleur téléfilm de l’année Téléstar & Télé Poche : L'Emprise
- Prix des collégiens de Charente-Maritime : Parents mode d'emploi
- Prix Poitou-Charentes des lecteurs de Sud-Ouest : Envers et contre tous